# Chinesische Eishockeyliga
Die Chinesische Eishockeyliga ist die höchste Eishockeyliga in der Volksrepublik China.

## Geschichte
Die chinesische Eishockeyliga wurde 1953 gegründet. Seither wird sie jährlich ausgetragen. In der chinesischen Eishockeyliga treten die Amateurmannschaften des Landes an, während die chinesischen Profimannschaften China Dragon (bis 2017 in der Asia League Ice Hockey), Kunlun Red Star (seit 2016 in der Kontinentalen Hockey-Liga) und KRS Heilongjiang (seit 2017 in der Wysschaja Hockey-Liga) in multinationalen Profiligen spielen.

## Meister (soweit bekannt)
- 2013: Qiqihar[1]
- 2011: Harbin[2]
- 2010: Qiqihar[3]
- 2006: Qiqihar[4]
- 2005: Harbin
- 2004: Qiqihar
- 2003: Harbin
- 2002: Harbin
- 2001: Qiqihar
- 2000: Qiqihar
- 1999: Harbin
- 1998: Qiqihar
- 1997: Qiqihar
- 1996: Qiqihar
- 1995: Qiqihar
- 1994: Qiqihar
- 1993: Qiqihar
- 1991: Nei Menggol
- 1990: Harbin
- 1989: Harbin
- 1988: Changchun
- 1986: Harbin
- 1984: Harbin
- 1983: Jiamusi
- 1979: Qiqihar
- 1977: Harbin
- 1976: Harbin
- 1975: Harbin
- 1974: Tsitsikhar
- 1973: Harbin
- 1972: Heilungkiang
- 1962: Qiqihar[5]